# Storsjön (Åre socken, Jämtland)
Storsjön är en sjö i Åre kommun i Jämtland och ingår i Indalsälvens huvudavrinningsområde. Sjön har en area på 0,914 kvadratkilometer och ligger 652,6 meter över havet. Storsjön ligger i Åreälven Natura 2000-område. Sjön avvattnas av vattendraget Storsjöån.

## Delavrinningsområde
Storsjön ingår i det delavrinningsområde (705900-131828) som SMHI kallar för Mynnar i Storsjön. Medelhöjden är 734 meter över havet och ytan är 12,21 kvadratkilometer. Det finns inga avrinningsområden uppströms utan avrinningsområdet är högsta punkten. Storsjöån som avvattnar avrinningsområdet har biflödesordning 4, vilket innebär att vattnet flödar genom totalt 4 vattendrag innan det når havet efter 376 kilometer. Avrinningsområdet består mestadels av öppen mark (73 procent) och kalfjäll (17 procent). Avrinningsområdet har 0,28 kvadratkilometer vattenytor vilket ger det en sjöprocent på 2,3 procent.